# Hymn for the Weekend
Hymn for the Weekend (englisch „Hymne für Wochenende“) ist ein Lied der britischen Rockband Coldplay aus dem Jahr 2015, in Zusammenarbeit mit der US-amerikanischen Sängerin Beyoncé.

## Entstehung und Veröffentlichung
Das Lied wurde von den Coldplay-Mitgliedern Guy Berryman, Jonny Buckland, Will Champion und Chris Martin geschrieben. Für die Produktion zeichneten Rik Simpson und das Produzententrio Stargate (bestehend aus Mikkel Eriksen, Tor Hermansen und Hallgeir Rustan) verantwortlich.
Das Lied wurde erstmals am 30. November 2015 in der BBC-Radioshow von Annie Mac vorgestellt. Die Erstveröffentlichung von Hymn for the Weekend erfolgte schließlich am 4. Dezember 2015 bei Parlophone, als Teil von Coldplays siebten Studioalbum A Head Full of Dreams (Katalognummer: 2564698264). Am 25. Januar 2016 erschien das Lied als Lied als zweite Singleauskopplung aus dem Album. Diese erschien als digitaler Einzeltrack zum Download und Streaming. Im Folgemonat erschien ein Remix des norwegischen Produzentenduos SeeB als digitaler Einzeltrack.

## Inhalt und Stil
Laut Berryman wollte Leadsänger Martin das Lied ursprünglich als Partysong mit dem Text „drinks on me, drinks on me“ (englisch „trinkt auf mich, trinkt auf mich“) gestalten, aber seine Bandkollegen waren der Meinung, dass dies bei den Fans nicht gut ankommen würde. Martins langjährige Freundin Beyoncé wurde gebeten, auf dem Lied zu singen, und sie nahm die Anfrage an. Martin bestätigte in einem Interview mit dem Wall Street Journal Berrymans Geschichte über den Protest der Band gegen den Titel „Drinks on me, drinks on me“. Laut Martin war der ursprüngliche Kern, dass er „Flo Rida oder so etwas hörte“, und er dachte: „Es ist so schade, dass Coldplay nie einen dieser Late-Night-Club-Songs wie “Turn Down for What" haben konnten. Ich dachte, ich hätte gerne einen Song namens ‚Drinks on Me‘, in dem du am Rande eines Clubs sitzt und jedem einen Drink spendierst, weil du so verdammt cool bist", erinnert sich Martin. "Ich kicherte darüber, als diese Melodie kam, ‚Drinks on me, drinks on me‘, dann kam der Rest des Songs heraus. Ich präsentierte ihn dem Rest der Band und sie sagten: ‚Wir lieben diesen Song, aber du kannst auf keinen Fall 'Drinks on me‘ singen.' Also wurde daraus „Drink from me“ und die Idee, einen Engel in deinem Leben zu haben. Daraus wurde dann, dass wir Beyoncé gebeten haben, darauf zu singen.

## Musikvideo
Laut The Times of India wurde das Musikvideo im Oktober 2015 in verschiedenen indischen Städten gedreht, darunter Kolkata, Mumbai und Worli Village. Das zu Beginn und zwischendurch gezeigte Fort ist Fort Vasai in Vasai, Mumbai. Die Szenen wurden auch im Maratha Mandir Theater gedreht, das dafür bekannt ist, dass dort über 22 Jahre lang ein einziger Film, Dilwale Dulhania Le Jayenge, gezeigt wurde. Das Video ist dem Holi-Festival nachempfunden und wurde unter der Regie von Ben Mor gedreht. Es wurde am 29. Januar 2016 veröffentlicht. Darin spielt neben Beyoncé auch Sonam Kapoor mit. Bis Juli 2025 zählte das Video über 2,1 Milliarden Aufrufe auf der Videoplattform YouTube. Es ist damit das meistgesehene zweitmeistgesehene Video der Band, hinter dem Lyrikvideo zu Something Just Like This (Februar 2017).

## Rezeption
Helen Brown vom Daily Telegraph schrieb: „Beyoncé hat auf ‚Hymn for the Weekend‘ mehr von ihrem Auftritt. Sie bringt ihre klobigen Harmonien und ihre nichtssagende Bläsersektion in einen schwungvollen kleinen Ausflug in den Indie-R&B ein, der mit einer paradiesischen Fanfare beginnt und bei dem Martin aus seinem Falsett-Autopiloten in eine rauere Stimme wechselt“.
In einer gemischten Rezension schrieb Carl Williot von Idolator: „Das von Beyoncé unterstützte Hymn for the Weekend ist fast genauso energiegeladen wie das Album, aber es fehlt die Dramatik von Princess of China“, und fügte hinzu, dass man bei einem Lied mit Beyoncé „einen aufsehenerregenden Moment erwarten würde“.
3voor12 zählte Hymn for the Weekend zu den „besten Songs des Jahres“.

## Kommerzieller Erfolg
Luminate berichtet, dass das Lied „die meisten kombinierten Audio- und Video-Streams weltweit im Jahr 2022 hatte“, mit 35,9 Millionen Aufrufen aus Kanada, und 434,5 Millionen aus den Vereinigten Staaten.
Im Jahr 2024 war es laut PPL der sechstmeistgespielte Titel der Band in Radio und Fernsehen im Vereinigten Königreich.

### Chartplatzierungen
Hymn for the Weekend avancierte zum Top-10-Hit in Belgien-Wallonien, Italien und Schweden (je Rang 2), Frankreich (Rang 3), Belgien-Flandern (Rang 5), dem Vereinigtes Königreich (Rang 6), der Schweiz (Rang 7), Portugal (Rang 9) und Österreich (Rang 10).
| ChartsChartplatzierungen       | Höchstplatzierung | Wochen |
| ------------------------------ | ----------------- | ------ |
| Deutschland (GfK)              | 11 (44 Wo.)       | 44     |
| Österreich (Ö3)                | 10 (45 Wo.)       | 45     |
| Schweiz (IFPI)                 | 7 (71 Wo.)        | 71     |
| Vereinigte Staaten (Billboard) | 25 (23 Wo.)       | 23     |
| Vereinigtes Königreich (OCC)   | 6 (49 Wo.)        | 49     |

| ChartsJahrescharts (2016)      | Platzierung |
| ------------------------------ | ----------- |
| Deutschland (GfK)              | 28          |
| Österreich (Ö3)                | 25          |
| Schweiz (IFPI)                 | 8           |
| Vereinigte Staaten (Billboard) | 73          |
| Vereinigtes Königreich (OCC)   | 21          |

### Auszeichnungen für Musikverkäufe
| Land/Region                  | Auszeichnungen für Musikverkäufe (Land/Region, Auszeichnung, Verkäufe) | Verkäufe   |
| ---------------------------- | ---------------------------------------------------------------------- | ---------- |
| Australien (ARIA)            | 8× Platin                                                              | 560.000    |
| Belgien (BRMA)               | Platin                                                                 | 30.000     |
| Dänemark (IFPI)              | 3× Platin                                                              | 270.000    |
| Deutschland (BVMI)           | 2× Platin                                                              | 800.000    |
| Frankreich (SNEP)            | —                                                                      | 55.700     |
| Italien (FIMI)               | 8× Platin                                                              | 400.000    |
| Kanada (MC)                  | 3× Platin                                                              | 240.000    |
| Neuseeland (RMNZ)            | 4× Platin                                                              | 120.000    |
| Österreich (IFPI)            | Gold                                                                   | 15.000     |
| Polen (ZPAV)                 | Diamant                                                                | 100.000    |
| Portugal (AFP)               | 4× Platin                                                              | 40.000     |
| Schweden (IFPI)              | Platin                                                                 | 40.000     |
| Schweiz (IFPI)               | 2× Platin                                                              | 60.000     |
| Spanien (Promusicae)         | 4× Platin                                                              | 240.000    |
| Vereinigte Staaten (RIAA)    | 5× Platin                                                              | 5.000.000  |
| Vereinigtes Königreich (BPI) | 4× Platin                                                              | 2.400.000  |
| Insgesamt                    | 1× Gold · 49× Platin · 1× Diamant ·                                    | 10.370.700 |

Hauptartikel: Coldplay/Auszeichnungen für Musikverkäufe